# Ганс Келлер (генерал)
Ганс Келлер (нім. Hans Keller; 21 червня 1891, Штутгарт — 25 грудня 1979, Равенсбург) — німецький юрист, генерал-суддя вермахту (9 червня 1944).

## Біографія
9 вересня 1914 року вступив добровольцем в армію. Учасник Першої світової війни. 14 грудня 1918 року демобілізований.
26 серпня 1939 року призваний в вермахт і призначений консультантом юридичного відділу ОКГ. З 15 березня 1940 року — головний суддя 2-ї армії. З 10 травня 1940 року — знову консультант юридичного відділу ОКГ. З 11 червня 1942 року — головний суддя 4-ї танкової армії, з 25 серпня 1943 року — головнокомандування «Південь», з 16 листопада 1943 по 2 травня 1945 року — «Південний Захід» (група армій «C»). 8 травня 1945 року взятий в полон. В 1947 році звільнений.

## Нагороди
- Залізний хрест 2-го класу
- Почесний хрест ветерана війни з мечами
- Хрест Воєнних заслуг 2-го і 1-го класу з мечами